# Face (wrestling)
Face, abbreviazione di babyface, è un termine inglese utilizzato nel mondo del wrestling professionistico per indicare l'atteggiamento di un lottatore che, secondo quanto stabilito dalle storyline della propria federazione di appartenenza, deve apparire come un personaggio buono al fine di ottenere l'apprezzamento del pubblico.
Le caratteristiche principali di un face sono quelle di essere leale con i compagni e rispettare gli arbitri e le regole di combattimento. Egli deve assumere questi atteggiamenti poiché deve essere posto in contrasto con l'heel, che invece si comporta in maniera malvagia e disonesta.
Alcune caratteristiche di un face si possono riscontrare nei blue-eyes del wrestling britannico e nei técnicos della lucha libre messicana. Proprio nella lucha libre i face si distinguono spesso per le mosse svolte con grande abilità, soprattutto quelle aeree, e per l'utilizzo di costumi con colorazioni vivaci e brillanti.